# Grand Prix de Voleibol de 1995
O Grand Prix de Voleibol de 1995 foi a terceira edição do torneio feminino de voleibol organizado pela Federação Internacional FIVB. Foi diputado por oito países entre 18 de agosto e 17 de setembro. A Fase Final foi realizada em Xangai, na China.
Os Estados Unidos conquistaram o seu primeiro título ao somarem mais pontos fase final. 

## Equipes participantes
Equipes que participaram da edição 1995 do Grand Prix
- Alemanha
- Brasil
- China
- Coreia do Sul
- Cuba
- Estados Unidos
- Japão
- Rússia

## Primeira Rodada

### Grupo A - Honolulu
| Pos | Equipe         | Pts | V | D | SP | SC | SA    |
| --- | -------------- | --- | - | - | -- | -- | ----- |
| 1   | Cuba           | 6   | 3 | 0 | 9  | 3  | 3,000 |
| 2   | Estados Unidos | 5   | 2 | 1 | 8  | 6  | 1,200 |
| 3   | China          | 4   | 1 | 2 | 6  | 7  | 1,166 |
| 4   | Japão          | 3   | 0 | 3 | 2  | 9  | 0,222 |

PTS - pontos, J - jogos, V - vitórias, D - derrotas, SP - sets pró, SC - sets contra, SA - set average
| Data  | Jogo           | Jogo | Jogo           | Parciais | Parciais | Parciais | Parciais | Parciais |
| Data  | Jogo           | Jogo | Jogo           | 1        | 2        | 3        | 4        | 5        |
| ----- | -------------- | ---- | -------------- | -------- | -------- | -------- | -------- | -------- |
| 18/08 | China          | 1-3  | Cuba           | 15-13    | 12-15    | 11-15    | 8-15     | -        |
| 18/08 | Japão          | 1-3  | Estados Unidos | 14-16    | 15-13    | 8-15     | 8-15     | -        |
| 19/08 | Cuba           | 3-0  | Japão          | 15-5     | 16-14    | 15-13    | -        | -        |
| 19/08 | Estados Unidos | 3-2  | China          | 7-15     | 15-6     | 16-14    | 12-15    | 15-13    |
| 20/08 | China          | 3-1  | Japão          | 15-4     | 5-15     | 15-9     | 15-10    | -        |
| 20/08 | Cuba           | 3-2  | Estados Unidos | 15-12    | 15-7     | 14-16    | 7-15     | 17-15    |

### Grupo B - Belo Horizonte
| Pos | Equipe        | Pts | V | D | SP | SC | SA    |
| --- | ------------- | --- | - | - | -- | -- | ----- |
| 1   | Brasil        | 5   | 2 | 1 | 8  | 3  | 2,666 |
| 2   | Coreia do Sul | 5   | 2 | 1 | 6  | 4  | 1,500 |
| 3   | Rússia        | 5   | 2 | 1 | 7  | 5  | 1,400 |
| 4   | Alemanha      | 3   | 0 | 3 | 0  | 9  | 0     |

PTS - pontos, J - jogos, V - vitórias, D - derrotas, SP - sets pró, SC - sets contra, SA - set average
| Data  | Jogo          | Jogo | Jogo          | Parciais | Parciais | Parciais | Parciais | Parciais |
| Data  | Jogo          | Jogo | Jogo          | 1        | 2        | 3        | 4        | 5        |
| ----- | ------------- | ---- | ------------- | -------- | -------- | -------- | -------- | -------- |
| 18/08 | Coreia do Sul | 3-1  | Rússia        | 15-9     | 15-9     | 9-15     | 15-11    | -        |
| 18/08 | Brasil        | 3-0  | Alemanha      | 15-1     | 15-8     | 15-3     | -        | -        |
| 19/08 | Alemanha      | 0-3  | Rússia        | 5-15     | 6-15     | 4-15     | -        | -        |
| 19/08 | Brasil        | 3-0  | Coreia do Sul | 15-3     | 15-5     | 15-10    | -        | -        |
| 20/08 | Coreia do Sul | 3-0  | Alemanha      | 15-1     | 15-4     | 16-14    | -        | -        |
| 20/08 | Rússia        | 3-2  | Brasil        | 15-11    | 7-15     | 4-15     | 15-9     | 18-16    |

## Segunda Rodada

### Grupo C - Taipei
| Pos | Equipe         | Pts | V | D | SP | SC | SA    |
| --- | -------------- | --- | - | - | -- | -- | ----- |
| 1   | Estados Unidos | 6   | 3 | 0 | 9  | 3  | 3,000 |
| 2   | Brasil         | 5   | 2 | 1 | 8  | 6  | 1,333 |
| 3   | Japão          | 4   | 1 | 2 | 6  | 6  | 1,000 |
| 4   | Alemanha       | 3   | 0 | 3 | 1  | 9  | 0,111 |

PTS - pontos, J - jogos, V - vitórias, D - derrotas, SP - sets pró, SC - sets contra, SA - set average
| Data  | Jogo           | Jogo | Jogo           | Parciais | Parciais | Parciais | Parciais | Parciais |
| Data  | Jogo           | Jogo | Jogo           | 1        | 2        | 3        | 4        | 5        |
| ----- | -------------- | ---- | -------------- | -------- | -------- | -------- | -------- | -------- |
| 25/08 | Estados Unidos | 3-2  | Brasil         | 10-15    | 15-4     | 5-15     | 15-12    | 15-13    |
| 25/08 | Japão          | 3-0  | Alemanha       | 15-4     | 15-12    | 15-8     | -        | -        |
| 26/08 | Brasil         | 3-2  | Japão          | 3-15     | 15-11    | 12-15    | 15-9     | 18-16    |
| 26/08 | Alemanha       | 0-3  | Estados Unidos | 4-15     | 6-15     | 6-15     | -        | -        |
| 27/08 | Estados Unidos | 3-1  | Japão          | 15-10    | 13-15    | 15-10    | 15-10    | -        |
| 27/08 | Brasil         | 3-1  | Alemanha       | 15-8     | 15-10    | 13-15    | 15-6     | -        |

### Grupo D - Jacarta
| Pos | Equipe        | Pts | V | D | SP | SC | SA    |
| --- | ------------- | --- | - | - | -- | -- | ----- |
| 1   | Cuba          | 6   | 3 | 0 | 9  | 2  | 0,450 |
| 2   | Rússia        | 5   | 2 | 1 | 6  | 6  | 1,000 |
| 3   | China         | 4   | 1 | 2 | 6  | 6  | 1,000 |
| 4   | Coreia do Sul | 3   | 0 | 3 | 2  | 9  | 0,222 |

PTS - pontos, J - jogos, V - vitórias, D - derrotas, SP - sets pró, SC - sets contra, SA - set average
| Data  | Jogo          | Jogo | Jogo          | Parciais | Parciais | Parciais | Parciais | Parciais |
| Data  | Jogo          | Jogo | Jogo          | 1        | 2        | 3        | 4        | 5        |
| ----- | ------------- | ---- | ------------- | -------- | -------- | -------- | -------- | -------- |
| 25/08 | China         | 3-0  | Coreia do Sul | 15-9     | 15-9     | 15-13    | -        | -        |
| 25/08 | Cuba          | 3-0  | Rússia        | 15-12    | 15-9     | 15-3     | -        | -        |
| 26/08 | Coreia do Sul | 1-3  | Cuba          | 9-15     | 10-15    | 16-14    | 2-15     | -        |
| 26/08 | Rússia        | 3-2  | China         | 7-15     | 15-5     | 13-15    | 15-8     | 15-12    |
| 27/08 | Coreia do Sul | 1-3  | Rússia        | 7-15     | 15-9     | 13-15    | 16-17    | -        |
| 27/08 | Cuba          | 3-1  | China         | 15-10    | 15-10    | 12-15    | 15-9     | -        |

## Terceira Rodada

### Grupo E - Tóquio
| Pos | Equipe         | Pts | V | D | SP | SC | SA    |
| --- | -------------- | --- | - | - | -- | -- | ----- |
| 1   | Coreia do Sul  | 5   | 2 | 1 | 8  | 4  | 2,000 |
| 2   | Estados Unidos | 5   | 2 | 1 | 7  | 7  | 1,000 |
| 3   | Rússia         | 4   | 1 | 2 | 6  | 8  | 0,750 |
| 4   | Japão          | 4   | 1 | 2 | 5  | 7  | 0,714 |

PTS - pontos, J - jogos, V - vitórias, D - derrotas, SP - sets pró, SC - sets contra, SA - set average
| Data | Jogo           | Jogo | Jogo          | Parciais | Parciais | Parciais | Parciais | Parciais |
| Data | Jogo           | Jogo | Jogo          | 1        | 2        | 3        | 4        | 5        |
| ---- | -------------- | ---- | ------------- | -------- | -------- | -------- | -------- | -------- |
| 1/09 | Estados Unidos | 1-3  | Coreia do Sul | 11-15    | 16-14    | 10-15    | 5-15     | -        |
| 1/09 | Japão          | 3-1  | Rússia        | 15-8     | 15-12    | 14-16    | 15-10    | -        |
| 2/09 | Coreia do Sul  | 3-0  | Japão         | 15-7     | 15-5     | 15-8     | -        | -        |
| 2/09 | Estados Unidos | 3-2  | Rússia        | 15-13    | 11-15    | 15-6     | 11-15    | 15-13    |
| 3/09 | Rússia         | 3-2  | Coreia do Sul | 15-11    | 10-15    | 4-15     | 15-12    | 15-11    |
| 3/09 | Estados Unidos | 3-2  | Japão         | 15-7     | 12-15    | 15-11    | 13-15    | 18-16    |

### Grupo F - Macau
| Pos | Equipe   | Pts | V | D | SP | SC | SA    |
| --- | -------- | --- | - | - | -- | -- | ----- |
| 1   | China    | 6   | 3 | 0 | 9  | 2  | 4,500 |
| 2   | Cuba     | 5   | 2 | 1 | 6  | 4  | 1,500 |
| 3   | Brasil   | 4   | 1 | 2 | 6  | 6  | 1,000 |
| 4   | Alemanha | 3   | 0 | 3 | 0  | 9  | 0     |

PTS - pontos, J - jogos, V - vitórias, D - derrotas, SP - sets pró, SC - sets contra, SA - set average
| Data | Jogo     | Jogo | Jogo     | Parciais | Parciais | Parciais | Parciais | Parciais |
| Data | Jogo     | Jogo | Jogo     | 1        | 2        | 3        | 4        | 5        |
| ---- | -------- | ---- | -------- | -------- | -------- | -------- | -------- | -------- |
| 1/09 | Cuba     | 3-1  | Brasil   | 15-8     | 15-10    | 4-15     | 16-14    | -        |
| 1/09 | Alemanha | 0-3  | China    | 4-15     | 4-15     | 5-15     | -        | -        |
| 2/09 | Brasil   | 3-0  | Alemanha | 15-7     | 15-1     | 15-3     | -        | -        |
| 2/09 | China    | 3-0  | Cuba     | 15-6     | 17-16    | 15-10    | -        | -        |
| 3/09 | Cuba     | 3-0  | Alemanha | 15-10    | 15-4     | 15-7     | -        | -        |
| 3/09 | China    | 3-2  | Brasil   | 9-15     | 15-10    | 15-10    | 8-15     | 15-10    |

## Quarta Rodada

### Grupo G - Hamamatsu
| Pos | Equipe | Pts | V | D | SP | SC | SA    |
| --- | ------ | --- | - | - | -- | -- | ----- |
| 1   | Brasil | 6   | 3 | 0 | 9  | 2  | 4,500 |
| 2   | Cuba   | 5   | 2 | 1 | 7  | 6  | 1,166 |
| 3   | Japão  | 4   | 1 | 2 | 4  | 7  | 0,571 |
| 4   | Rússia | 3   | 0 | 3 | 4  | 9  | 0,444 |

PTS - pontos, J - jogos, V - vitórias, D - derrotas, SP - sets pró, SC - sets contra, SA - set average
| Data  | Jogo   | Jogo | Jogo   | Parciais | Parciais | Parciais | Parciais | Parciais |
| Data  | Jogo   | Jogo | Jogo   | 1        | 2        | 3        | 4        | 5        |
| ----- | ------ | ---- | ------ | -------- | -------- | -------- | -------- | -------- |
| 8/09  | Cuba   | 3-2  | Rússia | 7-15     | 15-11    | 15-4     | 2-15     | 15-11    |
| 8/09  | Brasil | 3-0  | Japão  | 15-13    | 15-12    | 15-8     | -        | -        |
| 9/09  | Brasil | 3-1  | Cuba   | 15-12    | 15-13    | 11-15    | 15-10    | -        |
| 9/09  | Japão  | 3-1  | Rússia | 4-15     | 15-10    | 15-8     | 15-4     | -        |
| 10/09 | Brasil | 3-1  | Rússia | 14-16    | 15-5     | 15-7     | 15-7     | -        |
| 10/09 | Cuba   | 3-1  | Japão  | 15-4     | 16-14    | 4-15     | 15-6     | -        |

### Grupo H - Pequim
| Pos | Equipe         | Pts | V | D | SP | SC | SA    |
| --- | -------------- | --- | - | - | -- | -- | ----- |
| 1   | Estados Unidos | 6   | 3 | 0 | 9  | 4  | 2,250 |
| 2   | China          | 5   | 2 | 1 | 7  | 4  | 1,750 |
| 3   | Coreia do Sul  | 4   | 1 | 2 | 6  | 6  | 1,000 |
| 4   | Alemanha       | 3   | 0 | 3 | 1  | 9  | 0,111 |

PTS - pontos, J - jogos, V - vitórias, D - derrotas, SP - sets pró, SC - sets contra, SA - set average
| Data  | Jogo           | Jogo | Jogo          | Parciais | Parciais | Parciais | Parciais | Parciais |
| Data  | Jogo           | Jogo | Jogo          | 1        | 2        | 3        | 4        | 5        |
| ----- | -------------- | ---- | ------------- | -------- | -------- | -------- | -------- | -------- |
| 8/09  | Estados Unidos | 3-2  | Coreia do Sul | 8-15     | 9-15     | 15-7     | 15-9     | 15-9     |
| 8/09  | China          | 3-0  | Alemanha      | 15-12    | 15-9     | 15-3     | -        | -        |
| 9/09  | Estados Unidos | 3-1  | Alemanha      | 15-9     | 15-8     | 9-15     | 15-8     | -        |
| 9/09  | China          | 3-1  | Coreia do Sul | 10-15    | 15-11    | 15-8     | 15-3     | -        |
| 10/09 | Coreia do Sul  | 3-0  | Alemanha      | 15-12    | 15-1     | 15-8     | -        | -        |
| 10/09 | Estados Unidos | 3-1  | China         | 7-15     | 15-7     | 15-8     | 15-9     | -        |

## Classificação da Primeira Fase
|    | Equipes        | Pts | J  | V  | D  | SP | SC | SA    |
| -- | -------------- | --- | -- | -- | -- | -- | -- | ----- |
| 1. | Cuba           | 22  | 12 | 10 | 2  | 33 | 15 | 2,200 |
| 2. | Estados Unidos | 22  | 12 | 10 | 2  | 33 | 20 | 1,650 |
| 3. | Brasil         | 20  | 12 | 8  | 4  | 31 | 17 | 1,823 |
| 4. | China          | 19  | 12 | 7  | 5  | 28 | 19 | 1,473 |
| 5. | Coreia do Sul  | 17  | 12 | 5  | 7  | 22 | 23 | 0,956 |
| 6. | Rússia         | 17  | 12 | 5  | 7  | 23 | 28 | 0,821 |
| 7. | Japão          | 15  | 12 | 3  | 9  | 17 | 29 | 0,586 |
| 8. | Alemanha       | 12  | 12 | 0  | 12 | 2  | 36 | 0,055 |

## Fase final
A fase final do Grand Prix 1995 foi disputado na cidade de Xangai entre os dias 15/09 e 17/09.
| Data  | Jogo           | Jogo | Jogo   | Parciais | Parciais | Parciais | Parciais | Parciais |
| Data  | Jogo           | Jogo | Jogo   | 1        | 2        | 3        | 4        | 5        |
| ----- | -------------- | ---- | ------ | -------- | -------- | -------- | -------- | -------- |
| 15/09 | Estados Unidos | 3-1  | Cuba   | 15-13    | 11-15    | 15-10    | 16-14    | -        |
| 15/09 | Brasil         | 3-1  | China  | 15-4     | 12-15    | 15-12    | 15-9     | -        |
| 16/09 | Brasil         | 3-1  | Cuba   | 14-16    | 15-2     | 15-11    | 15-13    | -        |
| 16/09 | Estados Unidos | 3-0  | China  | 16-14    | 15-11    | 15-12    | -        | -        |
| 17/09 | Estados Unidos | 3-2  | Brasil | 15-9     | 15-10    | 4-15     | 5-15     | 15-12    |
| 17/09 | Cuba           | 3-1  | China  | 11-15    | 16-14    | 15-8     | 16-14    | -        |

| Pos | Equipe         | Pts | V | D | SP | SC | SA    |
| --- | -------------- | --- | - | - | -- | -- | ----- |
| 1   | Estados Unidos | 6   | 3 | 0 | 9  | 3  | 3,000 |
| 2   | Brasil         | 5   | 2 | 1 | 8  | 5  | 1,600 |
| 3   | Cuba           | 4   | 1 | 2 | 5  | 7  | 0,714 |
| 4   | China          | 3   | 0 | 3 | 2  | 9  | 0,222 |

## Classificação Final
| #       | Equipe         |
| ------- | -------------- |
| Gold.   | Estados Unidos |
| Silver. | Brasil         |
| Bronze. | Cuba           |
| 4.      | China          |
| 5.      | Coreia do Sul  |
| 6.      | Rússia         |
| 7.      | Japão          |
| 8.      | Alemanha       |